# Schloss Moosbrunn
Das Schloss Moosbrunn liegt an der St.-Peter-Hauptstraße im achten Grazer Stadtbezirk St. Peter.

## Geschichte und Gestaltung

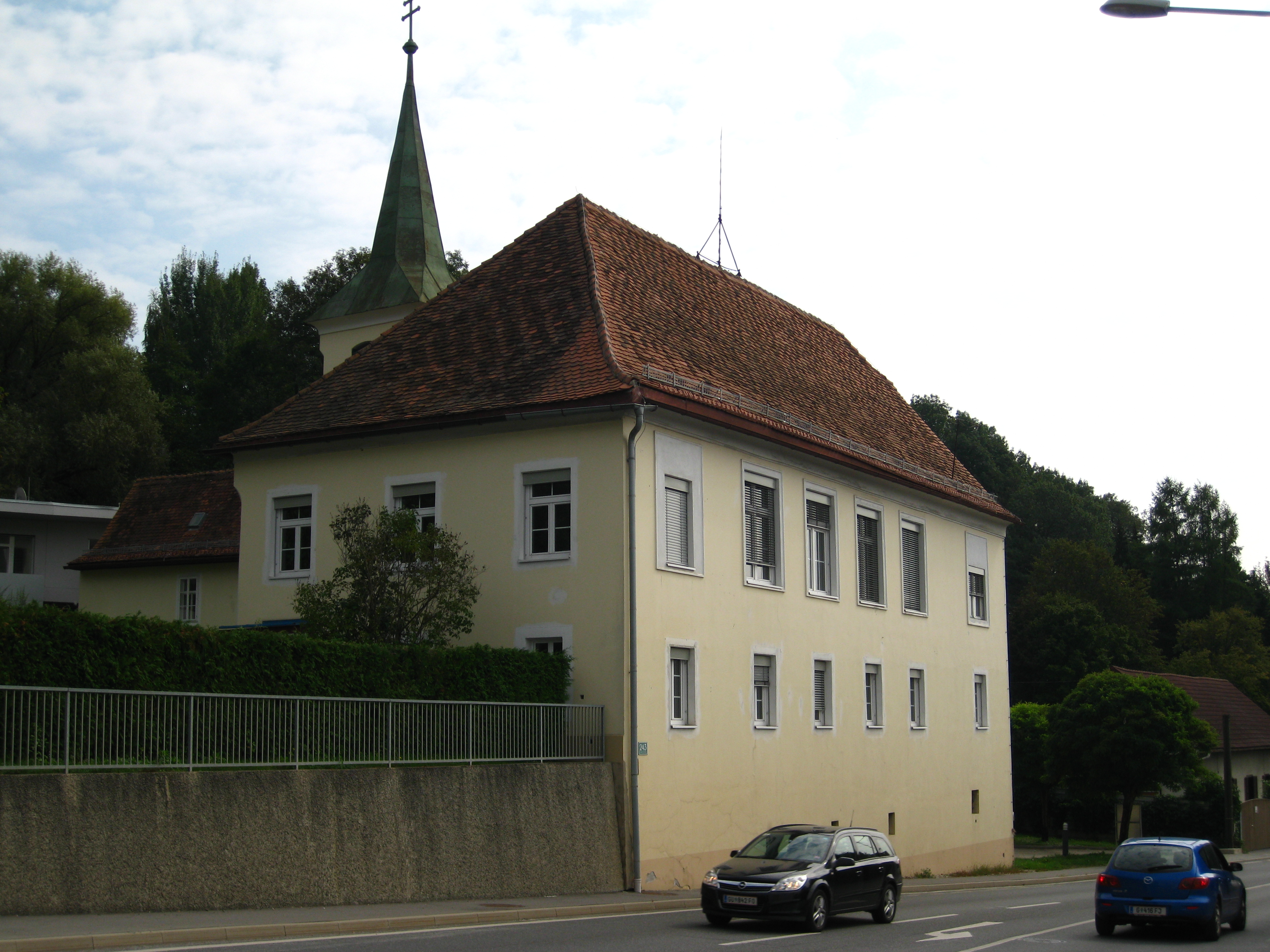
Schloss Moosbrunnerhof; September 2011

Schloss Moosbrunn wurde im Jahr 1538 von Hans Gerhab, dem landesfürstlichen Verwalter zu Vasoldsberg, aus einem Bauernhaus, dem „Wagnerhof“, umgebaut und Ende des 16. Jahrhunderts von der Familie der Herbersdorfer erweitert. Im 17. und 19. Jahrhundert erfolgten einige Aus- und Umbauten am hakenförmigen und zweigeschoßigen Gebäude, das mit Schopfwalmgiebeln versehen ist. Namhafte Besitzerfamilien waren die Khuenberger (1572), die Herbersdorfer (1575–1613) und der landschaftliche Sekretär Dr. Gottfried Beck. Ab 1682 begann die Anlage zu verfallen, wurde aber 1735 von Zeitgenossen als revitalisiert beschrieben. Ab dem Jahr 1751 kam es zu oftmaligen Besitzerwechseln. Um das 1920 trug es den Namen „Kegelhof“.
Die Schlosskapelle im Westflügel ist Jesus und Maria geweiht und weist einen Turm mit einem neugotischen Spitzhelm auf. Der Stuccolustro-Wandaltar samt Altarblatt mit einer Darstellung von Jesu Abschied von Maria stammt aus der Mitte des 18. Jahrhunderts. Die kleine Orgel auf der Musikempore wurde um 1700 gebaut. Im 18. Jahrhundert waren Feldmarschall Graf Heister und später seine Witwe, eine geborene Gräfin Kaunitz, die Gutseigner. Durch viele Besitzerwechsel im Laufe des 19. Jahrhunderts verfiel Schloss Moosbrunn zusehends, bis es in den 1990er Jahren renoviert wurde.